# Praravinia hallieri
Praravinia hallieri är en måreväxtart som beskrevs av Cornelis Eliza Bertus Bremekamp. Praravinia hallieri ingår i släktet Praravinia och familjen måreväxter. Inga underarter finns listade i Catalogue of Life.